# بهارات (ادویه)

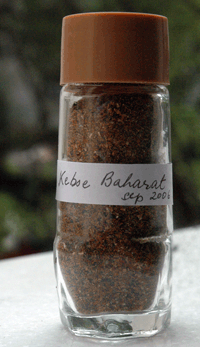
ادویه بهارات

بهارات (عربی: بَهَارَات) یا به اختصار بهار، یک نوع ادویه مخلوط است که در آشپزی خاورمیانه و آشپزی یونانی استفاده می‌شود. بهارات مجموعه‌ای از مخلوط چند ادویه پودر شده‌است که اغلب همراه با گوشت گوسفند، ماهی، گوشت مرغ، گوشت گاو و سوپ و به عنوان یک چاشنی استفاده می‌شود.

## عناصر
- فلفل فرنگی
- فلفل سیاه
- دانه هل
- پوست درخت دارچین چینی
- میخک صدپر
- دانه گشنیز
- دانه زیره سبز
- جوز هندی

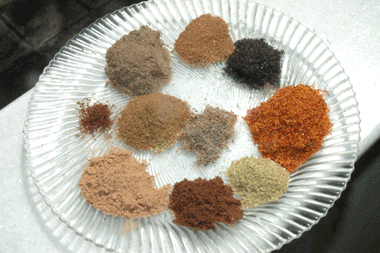
عناصر بهارات

- فلفل تندخشک شده یا پاپریکا (ادویه)